# Museo de Trebisonda
El Museo de Trebisonda (en turco, Trabzon Müzesi) es uno de los museos de Turquía. Está ubicado en la ciudad de Trebisonda, situada en la provincia de su mismo nombre. La sede de este museo se encuentra en la mansión Kostaki, un antiguo edificio residencial construido a principios del XX y su inauguración como museo se produjo en 2001.

## Edificio
El edificio del museo fue inicialmente una mansión residencial construida a principios del XX. Perteneció a varias familias, hasta que en la guerra de independencia fue utilizada como cuartel general. Posteriormente fue la sede de varios organismos gubernamentales y luego se convirtió en una escuela secundaria femenina hasta que en 1987 se asignó al Ministerio de Cultura para convertirla en museo. Tras 13 años de trabajos de restauración, se inauguró como museo en 2001.
La arquitectura y la decoración del interior del edificio es muy singular ya que los arquitectos y pintores, italianos, utilizaron un estilo ecléctico en multitud de elementos decorativos.
|  |
|  |

|  |
|  |

|  |
|  |

## Colecciones
El museo consta de una sección arqueológica y otra etnográfica.
La primera sección expone piezas arqueológicas cuya cronología está comprendida entre la Edad del Bronce y la época del imperio otomano. Entre los objetos más destacados se encuentran un sello cilíndrico del periodo asirio y una estatua de Hermes del siglo II.

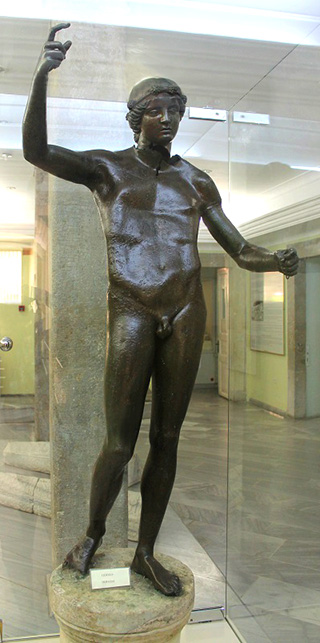
Estatua de Hermes

La sección etnográfica alberga elementos tradicionales que incluyen objetos religiosos islámicos, vestidos, tejidos, armas, manuscritos y joyas. También se expone el dormitorio donde estuvo alojado Atatürk algunos días de 1924.

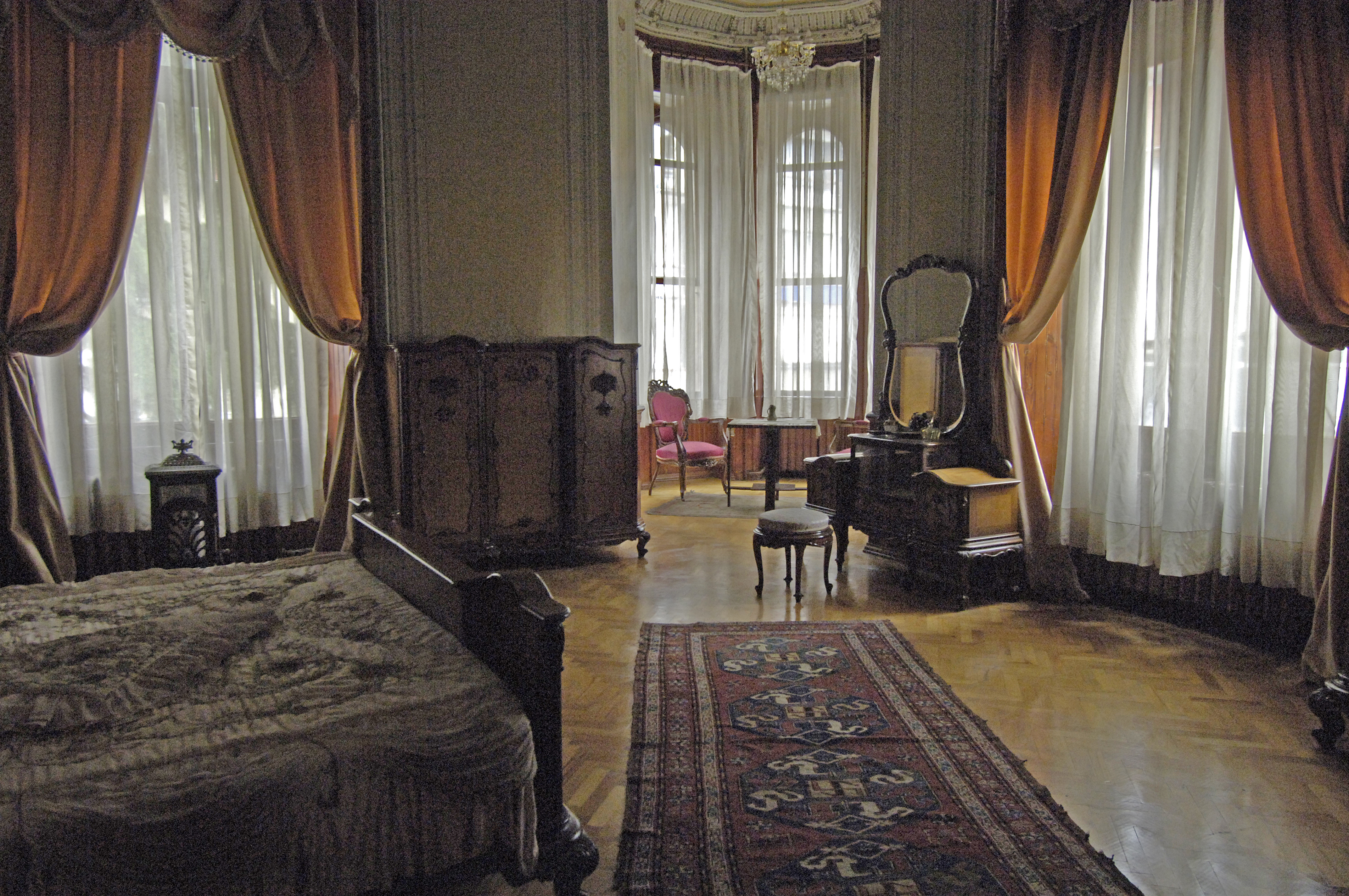